# Onthophagus murasakianus
Onthophagus murasakianus é uma espécie de inseto do género Onthophagus, família Scarabaeidae, ordem Coleoptera.

## História
Foi descrita cientificamente por Nomura em 1976.